# Fortifications de Liège
Les fortifications de Liège comportent :
- l'enceinte de Liège et ses portes de ville ;
- la citadelle de Liège ;
- le fort de la Chartreuse ;
- les ouvrages de la position fortifiée de Liège des XIXe et XXe siècles :
  - Fort de Barchon, fort important
  - Fort d'Évegnée, petit fort
  - Fort de Fléron, fort important
  - Fort de Chaudfontaine, petit fort
  - Fort d'Embourg, petit fort
  - Fort de Boncelles, fort important
  - Fort de Flémalle, fort important
  - Fort de Hollogne, petit fort
  - Fort de Lantin, petit fort
  - Fort de Loncin, fort important
  - Fort de Liers, petit fort
  - Fort de Pontisse, fort important
- Forts ajoutés avant la Seconde Guerre mondiale
  - Fort d'Ében-Émael
  - Fort d'Aubin-Neufchâteau
  - Fort de Battice
  - Tancrémont ou Pepinster
  - Sougné-Remouchamps (seulement envisagé)
  - Fort de Huy